# Кёк-Таш (пещера)
Кёк-Таш (алт. Kёк-Таш, голубой камень) (другие названия: Кёкташ, Экологическая, Вечерний Променаж) — пещера в 15 км от с. Камлак в Шебалинском районе Республики Алтай, Семинский хребет, Камышлинский карстовый участок. Пещера является памятником природы регионального значения.

## Кёк-Таш — крупнейшая пещера Алтая
Пещера Кёк-Таш по состоянию на 2015 год — самая глубокая пещера Сибири и самая глубокая пещера России среди пещер в палеозойских структурах. Глубина пещеры составляет 350 м, протяженность ходов — 2300 м. Входной колодец пещеры глубиной 25 метров был открыт в 1977 году новосибирскими спелеологами под руководством В. Мишина. Пещера была названа ими «Вечерний Променаж». Основная часть пещеры вскрыта в 1983 году барнаульскими спелеологами под руководством В. Полунина, достигшими грота Хаос на глубине 220 метров. Пещере было дано новое название «Экологическая». В 1984 году группа новосибирских спелеологов под руководством С. Домогашева достигли дна на 350 метрах. Общим решением пещера получила окончательное название Кёк-Таш.

## Пещера Кёк-Таш — памятник природы
Впервые вопрос об отнесении карстовой шахты Кёк-Таш к охраняемому объекту был поставлен кафедрой физической географии Горно-Алтайского государственного университета (1994). С 1996 г. шахта утверждена памятником природы Республики Алтай. В 1997 г. участники научной конференции «Особо охраняемые природные территории и объекты Республики Алтай и горных систем центра Евразии» внесли предложение в решение конференции о повышении её статуса до федерального уровня. Общая площадь памятника природы 1 га. При отнесении шахты к категории памятников природы преследовалась цель сохранения морфологии карстовой полости, наличие элементов гидрографической сети, особенностей микроклимата, своеобразие форм животных и растений, а также для проведения исследований условий развития подземного мира как особого природного комплекса. Охрана памятника природы Кёк-Таш возложена на Алтайское экспериментальное хозяйство.

## Географическое расположение
Первые географические сведения о пещере Кёк-Таш (шахте Экологической) получены в середине 60-х годов при обследовании карста близ с. Камышла и реки того же названия (Маринин, 1966). Вначале шахта называлась Кёк-Таш, что с алтайского языка означает «синий камень». Известняки кембрия здесь действительно имеют голубоватый оттенок, особенно ярко проявляющийся на влажной полированной поверхности горной породы. Название «Экологическая» появилось позднее и дано алтайскими спелеологами (существует совершенно другая версия хронологии появления названий). Оно прочно закрепилось в научной литературе (Маринин, Шарабура, 1986; Маринин, 1987, 1990; Вистингаузен, 1987).
Пещера Кёк-Таш находится на востоке Северо-Западного Алтая в левобережье реки Катуни в междуречье рр. Камышла и Устюба. От с. Камлак на Чуйском тракте до бывшего селения Камышла (ныне летник) и шахты 12-17 км. Административно, пещера расположена в северной части Шебалинского района Республики Алтай. Орографически местность представлена северным участком Семинского хребта, отдельными сопками с эрозионными вырезами — речными долинами и глубокими сухими логами на высотах от 400 до 1000 м над уровнем моря. Центральное место принадлежит котловине Чистое болото, к северо-восточному борту которой на стыке двух оврагов (Ялаткин, Коптелов) приурочена пещера Кёк-Таш. В основе района шахты лежит древний остов Катунского антиклинория, разбитый разломами северо-западного простирания. Наибольшие площади занимают известняки, кристаллические сланцы, алевролиты и другие породы, относящиеся к кембрийскому периоду. Эти породы частично скрыты неогеновыми и четвертичными аллювиально-делювиальными глинами, суглинками, галечниками и песками. Рельеф сложный — эрозионно-денудационный с урезанной пологоволнистой поверхностью выравнивания, расчлененной глубокими долинами, котловинами и карстово-эрозионными оврагами. Обрывистые скалистые массивы поражены нишами и пещерами.

## Краткое описание пещеры
Вход шахты Кёк-Таш щелевидный, скрытый среди глыб известняка на дне оврага Ялаткин, устье которого замкнуто обширной воронкой. Шахта заложена в мраморизованных известняках кембрия по оперяющим разломам и тектоническим трещинам с простиранием 70-230° и 110—320°. Местный базис эрозии — р. Устюба и её правый приток, ручей Тёплый. Ныне часть стока регулируется шахтой, она перехватывает его с прилегающих окрестностей и переводит в подземный. Разгрузка плато Чистые Болота производится в воклюз на дне долины Тёплого ручья. Шахта поглощает весной талые воды до 2-3 м³/сек, однако поглощение происходит не во вход, а в соседнем поноре, т. н. Камышлинском провале. В пещере основная вода появляется перед вторым колодцем.
Пещера до глубины 200 м представляет собой последовательность колодцев с короткими меандрами между ними. В районе −200 м расположена зона разломов, с крупными гротами, системой древних тупиковых ходов. Самый значительный грот — Мрачный. Площадь его свыше 200 м², высота 25-35 м, на дне громоздятся крупные глыбы известняка. Далее современный водоток уходит меандрирующим ходом к сифону. Проход на дно пещеры — по древней галерее, через самый большой на данный момент колодец пещеры — колодец НЭТИ (60 м).

## Спортивно-спелеологическая привлекательность пещеры Кёк-Таш
Пещера Кёк-Таш интересна в спортивном плане. Спортивная категорийность маршрута полного прохождения шахты Кёк-Таш — 3Б. Для прохождения пещеры требуется наличие специального оборудования и хороших навыков работы с верёвкой и спелеоснаряжением. В периоды дождей или снеготаяния пещера Кёк-Таш сильно обводнена, что исключает возможность её посещения. В пещере продолжаются исследования силами барнаульских, новосибирских, бийских и горно-алтайских спелеологов.